# Creu del Camí de Sant Bonifaci I
La Creu del Camí de Sant Bonifaci I és una obra de Vinaixa (Garrigues) inclosa a l'Inventari del Patrimoni Arquitectònic de Catalunya.

## Descripció
És una creu feta de pedra i ferro. La peana és de grans dimensions, tallada en vuit cares completament llises. El fust és octogonal de pedra monolítica. Corona el monument la creu pròpiament dita. Aquesta és grega de ferro massís força senzilla. Als extrems dels braços s'aixampla de forma arrodonida.
Forma part de les creus situades a la vora del camí que marcava el trajecte cap a l'ermita de St. Bonifaci.